# Paradossenus
Paradossenus is een geslacht van spinnen uit de  familie van de Trechaleidae.

## Soorten
- Paradossenus andinus (Simon, 1898)
- Paradossenus caricoi Sierwald, 1993
- Paradossenus corumba Brescovit & Raizer, 2000
- Paradossenus longipes (Taczanowski, 1874)
- Paradossenus minimus (Mello-Leitão, 1940)
- Paradossenus protentus (Karsch, 1879)
- Paradossenus pulcher Sierwald, 1993
- Paradossenus venezuelanus (Simon, 1898)